# Jerónimo Ramírez

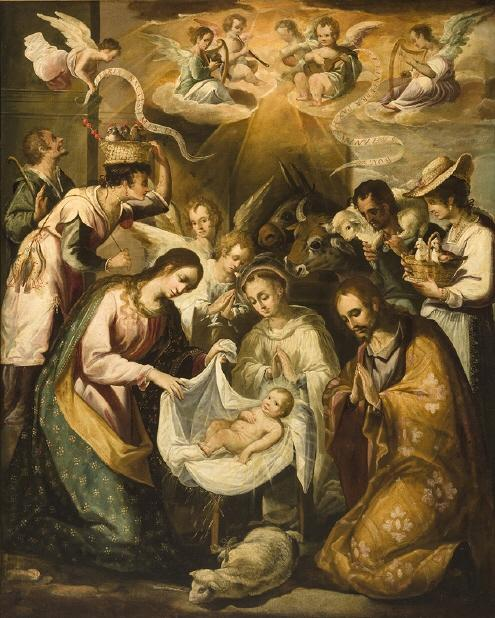
La adoración de los pastores con san Bruno, óleo sobre lienzo, 206 x 165 cm, Museo de Bellas Artes de Sevilla.

Jerónimo Ramírez (fl. 1614-1633) fue un pintor barroco español activo en Sevilla en el primer tercio del siglo XVII.

## Biografía y obra
Vecino de Sevilla, fue discípulo de Juan de Roelas, según Cean Bermúdez, quien señalaba la existencia de un cuadro firmado de su mano en el altar colateral de la Epístola en la iglesia del Hospital de la Sangre de Sevilla, «que representa al papa sentado con los cardenales y otros personajes (...) pintado con buen gusto de color, con valentía de pincel, y con arreglado dibujo», posiblemente la Misa de san Gregorio allí conservada hasta la transformación del hospital en sede del parlamento andaluz. Aun cuando se ignoran la fecha y lugar de nacimiento y su pintura había permanecido oculta bajo el anonimato o atribuida a otros maestros, Jerónimo Ramírez es relativamente bien conocido gracias a la documentación que permite considerarlo como uno de los pintores más activos y de mayor proyección en Sevilla en el primer tercio del siglo XVII. La primera referencia documental disponible es del 14 de diciembre de 1614, fecha en la que ya como maestro de pintura firmó junto con Pacheco, Varela y el sevillano Juan Sánchez Cotán, un poder para pleitear contra el repartimiento de las cargas fiscales que habían efectuado los alcaldes veedores del arte de la pintura. Por otras noticias documentales consta su relación con el escultor Juan de Mesa, con quien intermedió en 1621 para la contratación de un Crucificado, conservado ahora en la catedral de la Almudena de Madrid. Entre 1631 y 1632 se hizo cargo de las ocho pinturas de la vida de santa Catalina de Alejandría del retablo mayor de la parroquial de Higuera la Real, conservadas en su lugar aunque muy desfiguradas por repintes hechos en el siglo XIX. Por último, consta que en febrero de 1633 cobró por un cuadro de la Entrada de Jesús en Jerusalén para la capilla de la Soledad en el convento del Carmen, y en este mismo año se fechan las pinturas citadas del Hospital de la Sangre o de las Cinco Llagas.
El mejor conocimiento de su obra, caracterizada por el dibujo ágil y ligero con estilizaciones de raíz manierista,  ha recibido un impulso al aparecer su firma y la fecha 1627 en el Cristo servido por los ángeles de la iglesia de San Lorenzo de Sevilla, al ser restaurado en 1999 para su exhibición en la exposición Velázquez y Sevilla. De la composición, originalmente destinada al refectorio de un convento desconocido, existe otra versión muy cercana en la catedral de Sevilla, donde se atribuía a Juan de Uceda, restituido ahora a Ramírez junto con un conjunto de obras de similares características estilísticas que hasta entonces se habían relacionado también con Uceda, como la Adoración de los pastores con san Bruno del Museo de Bellas Artes de Sevilla o la Inmaculada con San José, San Benito y San Francisco de la iglesia de San Vicente.